# Калмыкова, Ольга Николаевна (актриса)
Ольга Николаевна Калмыкова (род. 5 мая 1947, Свердловск) — российская актриса театра и кино.

## Биография
Родилась 5 мая 1947 года в городе Свердловске.
Окончила ЛГИТМиК (ныне РГИСИ, курс Леонида Вивьена).
Работала в Волгоградском ТЮЗе (1969—70), Ярославском театре юного зрителя, и ТЮЗе города Казани (1970—72).
С 1972 года актриса Ленинградского государственного академического театра драмы им. А. С. Пушкина (Александринского театра).
Была женой актёра Аристарха Ливанова.

## Работы в театре

### Александринский театр
- 1973 — «Тяжкое обвинение» Л. Р. Шейнин — Глаша
- 1973 — «Иней на стогах» — Тамара Л. П. Моисеев
- 1975 — «Ураган» А. В. Софронов — Анюта
- 1976 — «Приглашение к жизни» Л. М. Леонов — Поля Вихрова
- 1977 — «Ивушка неплакучая» — М. Н. Алексеев Таня
- 1981 — «Зелённая птичка» К. Гоцци. Режиссёр: Николай Шейко — Смеральдина
- 1985 — А. Н. Островский «Женитьба Бальзаминова» — Сваха
- 1988 — «Самоубийца» Н. Эрдман. Режиссёр: Владимир Голуб — Клеопатра Львовна
- 1988 — «Первый бал Золушки» — Марианна Е. Шварц (1988, реж. Нора Райхштейн);
- 1989 — «Сказка про любовь» — Царевна Аглая Г. Гарбовицкий
- 1990 — «Недоросль» — Еремеевна Д. Фонвизин (реж. Нора Райхштейн)
- 1990 — «Где мое место?» — Верблюдиха К. Крейлис-Петрова
- 1991 — «Сверчок на печи» — Тилли Слоубой Ч. Диккенс (1991, реж. Нора Райхштейн)
- 1992 — «Не всё коту масленица» — Маланья А. Н. Островский
- 1994 — «Платонов» — Дуняша А. П. Чехов (реж. Светлана Миляева)
- 1994 — «Горя бояться — счастья не видать» — Анфиса С. Маршак (реж. Нора Райхштейн)
- 1995 — «Воспитанница» — Гавриловна А. Н. Островский (реж. Александр Галибин)
- 1998 — «Женитьба» — Арина Пантелеймоновна Н. В. Гоголь (реж. Александр Галибин)
- 1999 — «Сказка о царе Салтане» — Повариха А. С. Пушкин (реж. Владимир Голуб)
- 2002 — «На всякого мудреца довольно простоты» — Первая приживалка А. Н. Островский (реж. Владимир Голуб)
- 2009 — «Ксения. История любви» — Вадим Леванов(реж. В. Фокин)
- 2010 — «Гамлет» — массовые сцены У. Шекспир (реж. Валерий Фокин)

## Фильмография
| Год  |   | Название                                | Роль                                                              |
| ---- | - | --------------------------------------- | ----------------------------------------------------------------- |
| 1969 | ф | Эти невинные забавы                     | Оля                                                               |
| 1982 | ф | Свидание                                | Имя персонажа не указано                                          |
| 1991 | ф | Женская тюряга                          | Имя персонажа не указано                                          |
| 1992 | ф | Странные мужчины Семёновой Екатерины    | Имя персонажа не указано                                          |
| 1995 | ф | Криминальная Россия                     | баба Катя                                                         |
| 1998 | ф | Горько!                                 | Имя персонажа не указано                                          |
| 2000 | ф | Агент национальной безопасности — 2     | жена мужика, укравшего гидронасос (23 серия Снежный человек)      |
| 2000 | ф | Мифы. Сочинушки                         | Имя персонажа не указано                                          |
| 2001 | ф | Первое мая                              | Имя персонажа не указано                                          |
| 2001 | ф | Сказ про Федота-стрельца                | Имя персонажа не указано                                          |
| 2001 | ф | Тайны следствия                         | соседка                                                           |
| 2001 | ф | Убойная сила 2                          | тёща Рогова                                                       |
| 2002 | ф | Агентство «Золотая пуля»                | гардеробщица                                                      |
| 2002 | ф | Улицы разбитых фонарей, четвёртый сезон | хозяйка квартиры                                                  |
| 2003 | ф | Женский роман                           | Имя персонажа не указано                                          |
| 2003 | ф | Убойная сила 5                          | тёща Рогова                                                       |
| 2004 | ф | Именины                                 | Имя персонажа не указано                                          |
| 2004 | ф | Опера. Хроники убойного отдела          | Имя персонажа не указано                                          |
| 2005 | ф | Лабиринты разума                        | тётя Вера                                                         |
| 2005 | с | Мастер и Маргарита                      | Прасковья Фёдоровна, нянечка в психиатрической клинике            |
| 2005 | с | Счастливый                              | Имя персонажа не указано                                          |
| 2005 | ф | Убойная сила 6                          | тёща Рогова                                                       |
| 2006 | ф | Питер FM                                | Имя персонажа не указано                                          |
| 2007 | ф | Группа ZETA                             | Имя персонажа не указано                                          |
| 2007 | ф | Любовь под надзором                     | соседка                                                           |
| 2007 | ф | Морские дьяволы 2                       | Прасковья Ивановна                                                |
| 2007 | ф | Слепой 3                                | санитарка клиники «Бор»                                           |
| 2007 | ф | Срочно требуется Дед Мороз              | воспитательница приюта                                            |
| 2007 | ф | Суженый-ряженый                         | старушка 2 (соседка Ольги)                                        |
| 2008 | ф | Гаишники                                | прихожанка                                                        |
| 2008 | ф | Защита Красина 2                        | Евгения Семёновна                                                 |
| 2008 | ф | Куклы колдуна                           | Имя персонажа не указано                                          |
| 2008 | с | Литейный, 4                             | соседка                                                           |
| 2008 | ф | Мальчики-девочки                        | Имя персонажа не указано                                          |
| 2008 | ф | Ментовские войны 4                      | Галина Никитична                                                  |
| 2009 | ф | Город счастья                           | Имя персонажа не указано                                          |
| 2009 | ф | Катерина. Возвращение любви             | Имя персонажа не указано                                          |
| 2009 | ф | Личное дело капитана Рюмина             | консьержка                                                        |
| 2010 | с | Лиговка                                 | Имя персонажа не указано                                          |
| 2010 | ф | Прощай, «макаров»!                      | тётя Валя — Валентина Ивановна (13-я серия «Деревенская история») |
| 2010 | с | Семейный очаг                           | Зинаида                                                           |
| 2010 | ф | Тульский Токарев                        | соседка Оли                                                       |
| 2010 | ф | Чёрный город                            | Вика                                                              |
| 2011 | с | Защита свидетелей                       | тётя Маша                                                         |
| 2011 | ф | ППС                                     | Имя персонажа не указано                                          |
| 2011 | ф | Сделано в СССР                          | баба Катя                                                         |
| 2011 | ф | Утомлённые солнцем 2: Цитадель          | Имя персонажа не указано                                          |
| 2012 | ф | Военная разведка. Первый удар           | Галина Ипполитовна                                                |
| 2012 | ф | Подземный переход                       | эпизод                                                            |
| 2012 | с | Бездна                                  | Агнесса Коржикова                                                 |
| 2012 | ф | Странствия Синдбада                     | эпизод                                                            |
| 2012 | с | Хвост                                   | соседка                                                           |
| 2013 | с | Все началось в Харбине                  | поселенка, эпизод                                                 |
| 2013 | ф | Роль                                    | Маша, домработница Спиридоновых                                   |
| 2014 | с | Дознаватель-2                           | соседка (29-я серия)                                              |
| 2016 | ф | Следователь Тихонов                     | Нина Савельевна                                                   |
| 2016 | с | Мажор-2                                 | Маргарита Тимофеевна, соседка Виктории                            |
| 2021 | с | Филин                                   | женщина (8-я серия)                                               |
| 2023 | с | Цербер                                  | няня Аглаи Андреевны                                              |